# Космос-2173
Космос-2173 је један од преко 2400 совјетских вјештачких сателита лансираних у оквиру програма Космос.
Космос-2173 је лансиран са космодрома Плесецк, СССР, 27. новембра 1991. Ракета-носач Космос је поставила сателит у орбиту око планете Земље. Маса сателита при лансирању је износила 825 килограма. Космос-2173 је био војни навигациони сателит.